# 금산군 (왕족)
금산군 이중군(金山君 李仲窘, 1413년 2월 9일 ~ 1478년 9월 18일)은 조선 초기의 왕족으로 태조 이성계의 넷째 아들이자 정종과 태종의 동복형제인 회안대군과 그의 2계부인 금릉부부인 김포 금씨(金陵府夫人 金浦 琴氏)의 아들로 태어났다. 생전에는 왕족으로 예우받지 못하다가 숙종 때 가서 현록대부 금산군에 증직되고, 고종 때 영종정경부사가 추증되었다.

## 생애
아버지 회안대군이 1400년(정종 2) 제2차 왕자의 난으로 패하고 황해도 토산현에 가족이 유배중일 때 태어났다. 태종의 생존 시 아버지 회안대군과 이복형 의령군 맹종을 사형시키라는 상소가 빗발쳤으나 태종은 이를 무마시키고 회안대군과 의령군의 직첩을 환수하는 선에서 그쳤다. 1423년(세종 5) 7월부터 의정부와 삼사에서 이복 형 의령군 맹종의 처형과 아버지 회안대군의 관곽을 부관참시하라는 상소가 빗발쳤고, 세종대왕은 의령군 맹종만 사형에 처하고 다른 형제들은 연좌시키지 않았다.
1478년(성종 9) 9월 18일에 사망하여 전주부 봉상면(鳳翔面) 천내의 우형산에 안장되었다. 부인 장흥조씨의 묘소와 위 아래로 봉분이 조성되었다. 그의 묘소 좌측에는 둘째 아들 정평군 이종동의 묘소가 있다. 사후 숙종 때 현록대부에 추증되었고 금산군에 추봉되었다. 고종 때 영종정경부사가 추가 증직되었다.

## 가족관계
- 조부 : 태조 이성계 1335년 ~ 1408년
- 조모 : 신의왕후 1337년 ~ 1391년
  - 아버지 : 회안대군 1364년 ~ 1421년
  - 어머니 : 삼한국대부인 금릉부부인 김포 금씨
- 금산군
- 부인 : 증 부부인 장흥조씨(府夫人 長興曺氏, 1410년 3월 13일 - 1484년 4월 29일) - 예조정랑 조연(曺延)의 딸
  - 장남 : 증 정안정 이분(定安正 李芬)
  - 차남 : 증 정평군 이종동(定平君 李終仝, 1446년 3월 19일 - 1502년 3월 23일)
  - 둘째며느리 : 증 군부인 남양홍씨(郡夫人 南陽洪氏, 1448년 8월 20일 - 1510년 2월 12일) 생원 남용(南龍)의 딸
    - 손자 : 적성부정 이은손(赤城副正 李銀孫)
    - 손자 : 남악부정 이알산(南岳副正 李謁山)
    - 손자 : 남계도정 이아전(南溪都正 李阿全)
    - 손자 : 남창부정 이명손(南昌副正 李明孫, 1484년 3월 12일 - 1565년 2월 15일)
    - 손자며느리 : 현부인 동래정씨(縣夫人 東萊鄭氏, 1484년 2월 9일 - ? 10월 8일) - 정민(鄭敏)의 딸

  - 둘째며느리 : 증 군부인 김해김씨(郡夫人 金海金氏, 1470년 11월 29일 - ? 4월 13일) - 봉사 김경(金景)의 딸, - 정평군 종동의 후처

## 같이 보기
- 회안대군
- 의령군
- 덕안대군